# 50-й отдельный смешанный авиационный полк
50-й отдельный смешанный авиационный полк — воинское формирование ВВС СССР.

## История создание полка

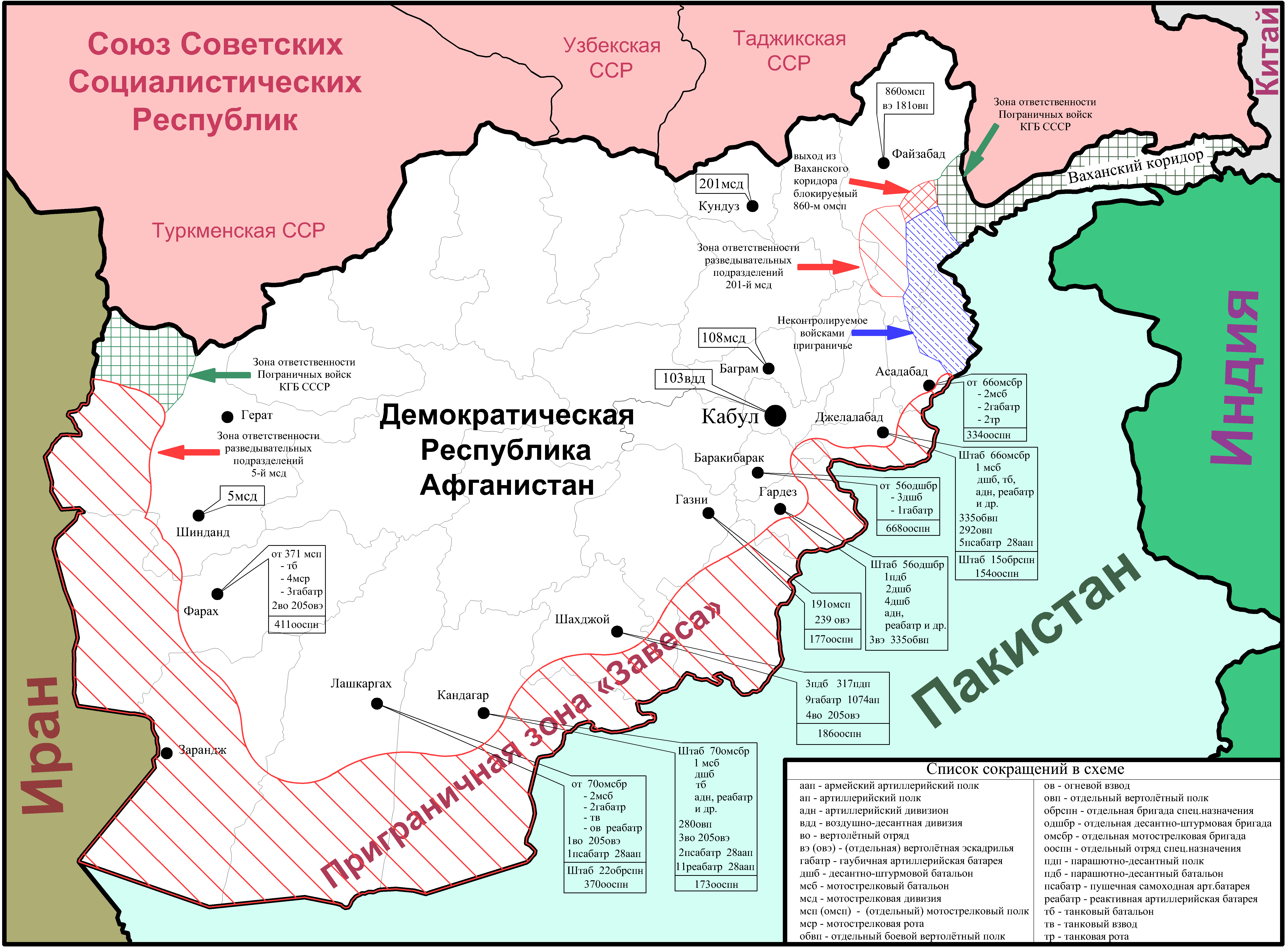
Состав войск и дислокация формирований специального назначения, участвовавших в создании приграничной зоны «Завеса»

В течение весны — лета 1981 года состав 34-го смешанного авиационного корпуса, был дополнен переброшенными с территории СССР лётными частями и был переформирован в ВВС 40-й армии со штабом корпуса при штабе 40-й Армии в Кабуле.
Дополнение произошло за счёт следующих частей:
- 181-й отдельный вертолётный полк (181-й овп). По эскадрилье в Кундузе (12 единиц Ми-24) и Файзабад (12 единиц Ми-8)
- 292-й отдельный вертолётный полк (292-й овп). По эскадрильи в Джелалабаде (12 единиц Ми-24) и Гардезе (12 единиц Ми-8МТ)
- аэ от 280-го отдельного вертолётного полка (280-й овп) в Газни (8 единиц Ми-8МТ)
- 50-й отдельный смешанный авиационный полк (50-й осап) в Кабуле (12 единиц Ми-24, 12 единиц Ми-8МТ, 4 единицы Ан-26, 4 единицы АН-12).

Создание 50-го отдельного смешанного авиационного полка при формировании ВВС 40 А, продиктованное реалиями Афганской войны — следует считать уникальным прецедентом в Истории ВВС СССР. Подобного прецедента, когда в одном авиаполку были собраны 4 эскадрильи из транспортных самолётов, ударных и транспортных вертолётов — более не имеется.
50-й отдельный смешанный авиационный полк формировался специально для Афганистана
1980 год. На аэродроме Чирчик для переброски за горы Гиндукуша формируется 50-й отдельный смешанных авиационный полк.

50-й полк был специально создан для Афганистана, специфика полка была странной: вертолёты МИ-8, МИ-24, самолёты АН-26, АН-12, также имелись сверхтяжёлые самолёты для поставки нам топлива. Мы могли существовать автономно с подачи Советского Союза.— Виталий Павлов, герой Советского Союза, командир авиаполка (1961-1982)
В Военно-воздушных силах, на базе управления 34-го смешанного авиакорпуса, было сформировано управление авиации 40-й армии.
В Афганистан был дополнительно переброшен полк - 136-й апиб, кроме этого был сформирован новый 50-й отдельный смешанный (осап), введённый в марте в Кабул.
В период ведения боевых действий в Афганистане погибло 132 военнослужащих полка.

Перелёт вывода запомнился тем, что мы потеряли своего командира. У нас был замечательный командир — Голованов Александр Сергеевич. Он сам взлетел и улетел навсегда.— Дмитрий Грановский, ветеран авиационной базы

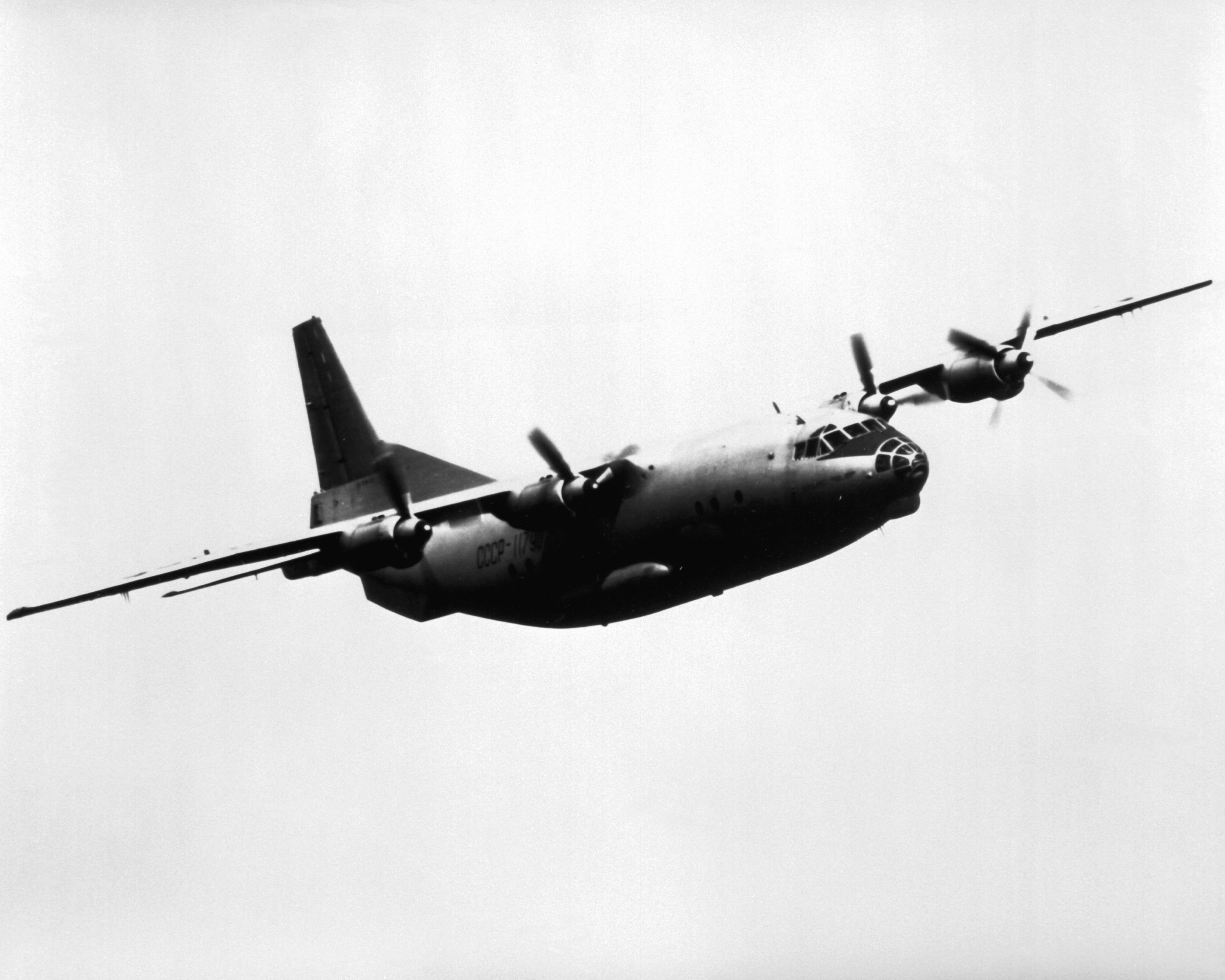
Ан-12 — Основной военно-транспортный самолёт ОКСВА

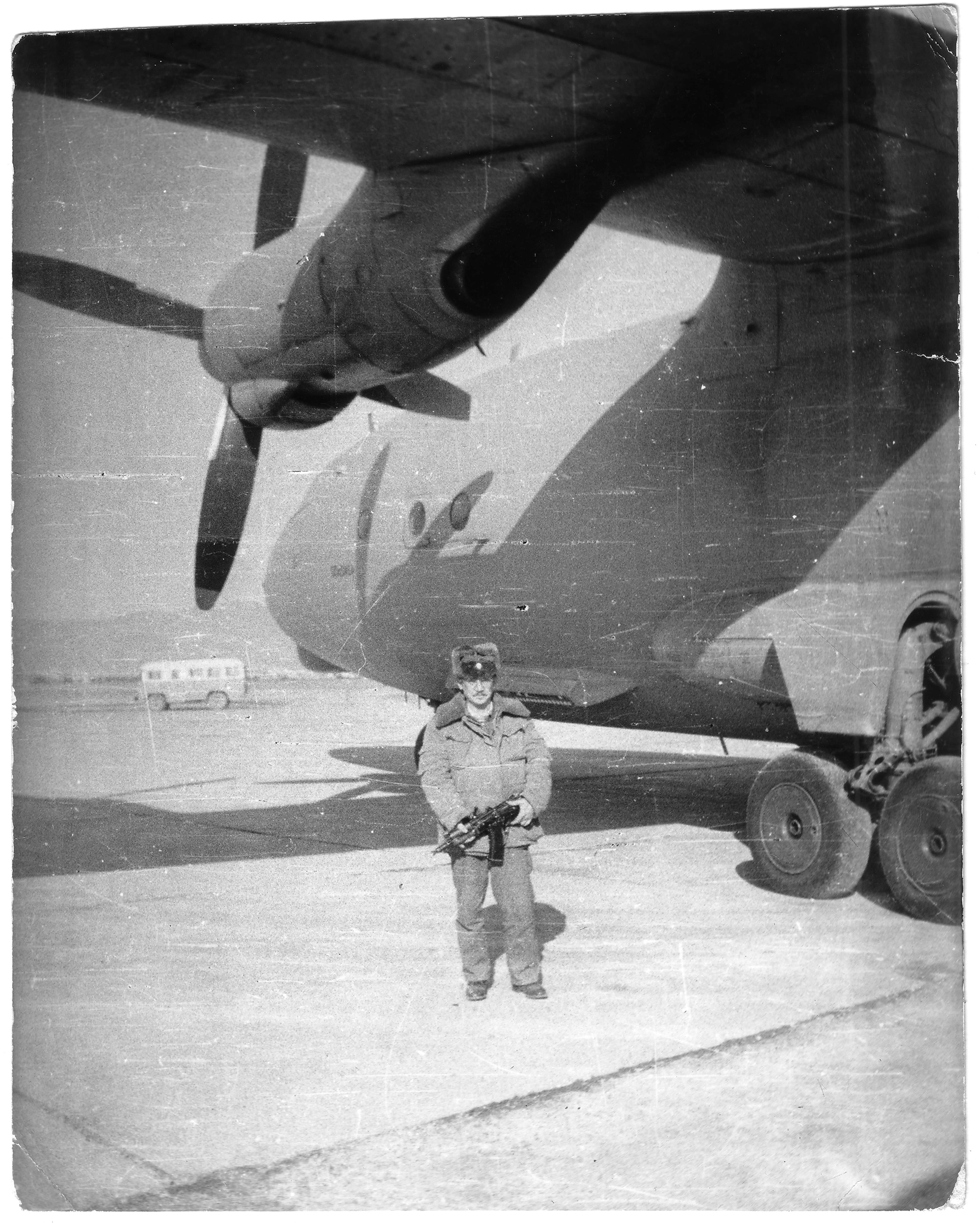
Ан-12 в аэропорту Кабула

Последний удар на себя в Афганистане принял МИ-24 в первых числах февраля 1989 года.
В феврале 1989 года полк вышел из Афганистана на авиабазу Мары.
Дальше его ждал Белорусский военный округ.
Новое место дислокации — аэродром Липки на окраине Минска.
В 1994 году полк обрёл новое место прописки — военный аэропорт у г. п. Мачулищи.

## Наименования полка
50-й отдельный ордена Красной Звезды смешанный авиационный полк (50 осап).

## В действующей армии
март 1980 года — февраль 1989 года

## Командиры полка
- Будников Борис Григорьевич
- Павлов Виталий Егорович
- Акимов Юрий Иванович
- Зайцев Павел Герасимович
- Бендриков Фёдор Николаевич
- Голованов Александр Сергеевич

## В составе соединений и объединений
- 34-й смешанный авиационный корпус
- ВВС 40-й армии

## Участие в операциях и битвах
Боевые действия в ДРА:
13 марта 1980 года первое боевое задание .
13 марта 1980 года вертолётчики на МИ-8 и МИ-24 совершили 120 боевых вылет.
Итог: 80 уничтоженных мятежников, четыре опорных пункта.
Экипажи вернулись на аэродром без потерь.
Самая масштабная в истории полка операция – в Паншерском ущелье в 1982 году.
Полк практически не выходил из боёв.
Полк совершил более 13 тысяч боевых вылетов, налетав 19300 часов, перевезя более 5500 военнослужащих.

### Потери самолётов и вертолётов полка в Афганской войне
- 2 июля 1983 года — Ан-12 сбит огнём ДШК на взлёте с аэродрома Джелалабад. Погибли все находившиеся на борту (8 человек)[4].
- 22 января 1985 года — Ан-26РТ сбит ПЗРК в районе Джебаль-Уссардж. Погибли все находившиеся на борту (7 человек).
- 11 марта 1985 года — Ан-30Б подбит ПЗРК в Панджшерском ущелье. Возник пожар на борту, упал при попытке совершить посадку в Баграме. 2 члена экипажа погибли, 5 выжили.
- 29 ноября 1986 года  — Ан-12 (50-й отдельный смешанный авиационный полк). Сбит ПЗРК после взлёта с аэродрома Кабул. Все члены экипажа и пассажиры погибли (около 30 человек).
- 26 декабря 1986 года — Ан-26РТ (50-й отдельный смешанный авиационный полк). Сбит двумя ракетами ПЗРК. Из состава экипажа погиб 1 человек.
  - 21 июня 1987 года при перелёте на аэродром Бамиан сбиты 2 вертолёта Ми-8МТ,  (50-й  отдельный смешанный авиационный полк ) правый лётчик ведущего погиб при перестрелке с душманами, командир получил пулевое ранение.
- 15 сентября 1987 г катастрофа вертолета Ми-8 мтв( 50- отдельный смешанный авиационный полк) при высадке десанта на площадку в горах,ю.з. Кабул 85 км . Из-за ошибки квс столкновение с площадкой и опрокидыванием вертолета. Потери 1 члена экипажа, летчика -штурмана и 7 десантников
- 21 октября 1987 года — Ан-12БК (50-й отдельный смешанный авиационный полк). На взлёте с аэродрома Кабул столкнулся с вертолётом Ми-24. Погибли 18 человек. Стрелок экипажа Ан-12 остался жив.
- 22 октября (23 октября?) 1987 г. — Ан-26 (50-й отдельный смешанный авиационный полк). Сбит ПЗРК при заходе на посадку в районе Джелалабада. Погибли 8 членов экипажа и пассажиры.
- 21 декабря 1987 года — Ан-26 (50-й отдельный смешанный авиационный полк). Сбит ПЗРК после взлёта с аэродрома Баграм. Погиб 1 член экипажа.
- 24 июня 1988 года — Ан-26 (50-й отдельный смешанный авиационный полк). Сбит огнём из стрелкового оружия в районе Баграм. Погибли 5 членов экипажа.
- 1 октября 1988 года — Ми-8 мтв(50-й отдельный смешанный авиационный полк). Сбит из пзрк в районе ю.з. Кабула 55 км. Погибли 3 члена экипажа.
- 22 января 1989 года — Ан-26М (50-й отдельный смешанный авиационный полк). Получил тяжёлые повреждения на аэродроме Кандагар во время ракетного обстрела, по всей видимости, списан. Жертв нет.
- 1 февраля 1989 года — Ми-24П № 01 (зав.23783) 3-й вертолётной эскадрильи во время вывода полка из Кабула Голованова шёл ведущим и был сбит ракетой, экипаж погиб[5].

## Награды
Орден Красного Знамени

## Герои Советского Союза
- Голованов Александр Сергеевич, полковник, командир полка.
- Ковалёв, Владимир Александрович, майор, заместитель командира эскадрильи.
- Кучеренко, Владимир Анатольевич, капитан, командир вертолётной эскадрильи.
- Павлов Виталий Егорович, полковник, командир полка.
- Филипченков, Сергей Викторович, капитан, командир экипажа вертолёта Ми-24.

## Самолёты на вооружении
50-й осап пп 97978 (Ан-12, Ан-26, Ан-30, Ми-24, Ми-8, Ми-6) Кабул.